# Chappes (Puy-de-Dôme)
Chappes é uma comuna francesa na região administrativa de Auvérnia-Ródano-Alpes, no departamento de Puy-de-Dôme. Estende-se por uma área de 10,21 km². Em 2010 a comuna tinha 1 668 habitantes (densidade: 163,4 hab./km²).